# قانون صندوق الطوارئ 2020
قانون صندوق الطوارئ لعام 2020 Contingencies Fund Act (الفصل 6) هو قانون صادر عن برلمان المملكة المتحدة تم إنشاؤه لزيادة الحد الأقصى لرأس مال صندوق الطوارئ في المملكة المتحدة من 2٪، كما هو منصوص عليه في القسم 1 من قانون صندوق الطوارئ لعام 1974، إلى 50٪. تم تقديمه من قبل وزير الخزانة ريشي سوناك استجابة لوباء كوفيد-19. و يتم استخدام صندوق الطوارئ لتمويل مدفوعات الخدمات العاجلة تحسبًا لقيام البرلمان بتوفير تلك الخدمات، و توفير الأموال المطلوبة مؤقتًا من قبل الدوائر الحكومية لتحقيق أرصدة العمل الضرورية،أو لتغطية العجز النقدي المؤقت الآخر.

## الخلفية
تم إنشاء صندوق الطوارئ في عام 1862 من قبل وزارة الخزانة البريطانية. كان يتألف في الأصل من مبلغ ثابت من رأس المال الذي زاد بمرور الوقت، وبحلول عام 1945 وصل إلى 1.5 مليون جنيه إسترليني. قبل هذا التشريع، كان قانون صندوق الطوارئ لعام 1974 يشترط ألا يتجاوز رأس المال الدائم للصندوق 2% من نفقات التوريد المصرح بها في السنة المالية السابقة و يقدم الصندوق قروضًا نقدية للدوائر الحكومية. تتحكم وزارة الخزانة البريطانية في الوصول إلى صندوق الطوارئ لضمان ملاءمة القضايا و توافقها مع متطلبات المنصوص عليها في إدارة تقديرات الأموال و الإمدادات.
وبسبب تفشي فيروس كورونا المستجد (كوفيد-19)، يرفع هذا التشريع الحد الأقصى لرأس مال صندوق الطوارئ بنسبة 50% من نفقات التوريد المصرح بها. وقد سمح ذلك بتمويل الدوائر الحكومية للإنفاق الإضافي قبل المجموعة التالية من تقديرات الإنفاق المعروضة أمام البرلمان. وبمجرد الموافقة على الإنفاق، سيتم سداد صندوق الطوارئ.[بحاجة لمصدر]

## المرور عبر البرلمان
تم تقديم مشروع القانون إلى مجلس العموم في 24 مارس عام 2020 و لقد اجتاز جميع المراحل في يوم واحد.[بحاجة لمصدر]
أعلن وزير الخزانة في حكومة الظل جون ماكدونيل خلال مناقشة القراءة الثانية أن حزب العمال سوف يدعم مشروع القانون. وفي نفس المناقشة، أعلن السير إيد ديفي أن الديمقراطيين الليبراليين سوف يدعمون مشروع القانون أيضًا.  و ذلك لتلبية متطلبات النقدية. و قد تم الموافقة على مشروع القانون في جميع المراحل في مجلس العام و مجلس اللوردات دون انقسام.

## الأحكام

### القسم 1
يزيد الحد الأقصى لرأس مال صندوق الطوارئ من 2% إلى 50%، وينتهي تلقائيًا في 1 أبريل 2021.

## انتهاء الصلاحية والاستبدال
رغم أن سريان هذا القانون كان من المقرر أن ينتهي تلقائيًا، فقد تم تقديم تشريع بديل إلى البرلمان في مارس 2021. مدد قانون صندوق الطوارئ لعام 2021 زيادة الحد الأقصى لمدة عام آخر، لكنه خفضها إلى 12%. و كانت تتم مراقبة المطالبات على صندوق الطوارئ يوميًا و يتم مراجعتها بانتظام من قبل فريق الصناديق و الحسابات في الوزارة للتأكد من الإصدارات تقع ضمن الحد القانوني لرأس مال صندوق الطوارئ، و لا يتم دفع أي فائدة عليه.